# Ia (Gemeindebezirk)

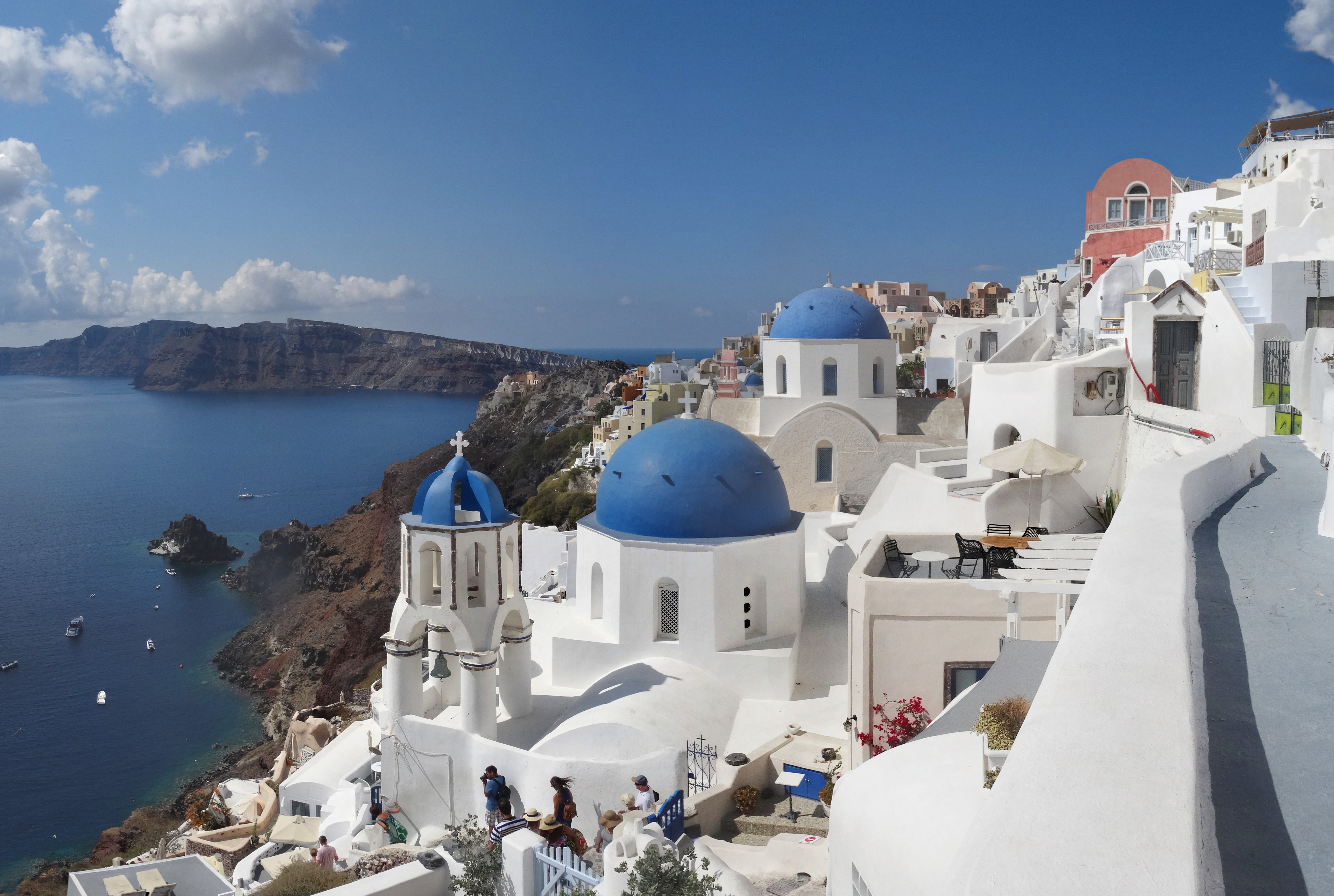
Die drei blauen Kuppeln von Ia, 2017

Ia (griechisch Δημοτική Ενότητα Οίας Dimotikí Enótita Ías) ist seit 2011 einer von zwei Gemeindebezirken der Gemeinde Thira auf der griechischen Insel Santorin. Er ging aus der ehemaligen Landgemeinde hervor und gliedert sich in die Insel Thirasia mit dem Status eines Stadtbezirks und die Ortsgemeinschaft Ia, die den nördlichen Teil der Insel Thira einnimmt.

## Geschichte
Der Gemeindebezirk Ia ging im Rahmen der Verwaltungsreform 2010 aus der gleichnamigen seit 1997 bestehenden Landgemeinde hervor. Diese wurde durch den Zusammenschluss der damaligen Landgemeinden Thirasia und Ia mit der Gemeindereform gebildet.
| Dimotiki Kinotita | griechischer Name           | Code     | Fläche (km²) | Einwohner 2001 | Einwohner 2011 | Einwohner 2021 | Dörfer und Siedlungen                                                    |
| ----------------- | --------------------------- | -------- | ------------ | -------------- | -------------- | -------------- | ------------------------------------------------------------------------ |
| Ia                | Τοπική Κοινότητα Οίας       | 60010201 | 10,104       | 0962           | 1226           | 0838           | Ia, Tholos, Koloumbos, Ormos Ammoudiou, Ormos Armenis, Paradisos, Finika |
| Thirasia          | Δημοτική Κοινότητα Θηρασίας | 60010202 | 09,226       | 0268           | 0319           | 0249           | Thirasia, Agia Irini, Agrilia, Ormos Korfou, Potamos                     |
| Gesamt            | Gesamt                      | 600102   | 19,330       | 1230           | 1545           | 1087           |                                                                          |